# Jan Volek

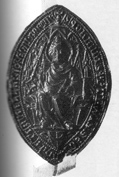
Siegel des Bischofs Jan Volek; 1325

Jan Volek, auch Johann das Öchslein; nach der Bischofsliste von Olmütz: Johannes VII. Volek; tschechisch Jan (řečený) Volek († 27. September 1351 in Olmütz) war Propst von Vyšehrad und Kanzler des böhmischen Königs Johann von Luxemburg. 1333–1351 war er Bischof von Olmütz.

## Herkunft und Werdegang
Als unehelicher Sohn des Přemysliden-Königs Wenzel II. war Jan Volek ein Stiefonkel des mährischen Markgrafen und späteren Kaisers Karl IV. Obwohl er keine priesterlichen Weihen empfangen hatte, war er Domherr von Prag und von Olmütz. 1319 wurde er als Jan II. Propst von Vyšehrad und in dieser Position zugleich Kanzler des böhmischen Königs Johann von Luxemburg, der sein Stiefschwager war.

### Bischof von Olmütz
Nach dem Tod des Olmützer Bischofs Heinrich Berka von Dubá ernannte Papst Johannes XXII. am 10. April 1334 Jan Volek zu dessen Nachfolger. Die Priesterweihe erfolgte erst nach der Ernennung im Mai des Jahres. Gleich nach seinem Amtsantritt ernannte er den Vyšehrader Dekan Peter zu seinem Generalvikar. Als zweiten Generalvikar bestellte er 1343 den Brünner Propst Hermann von Erfurt.
Jan Volek nahm eine bedeutende Position im politischen Leben ein. Er war Ratgeber seiner Stiefschwester Elisabeth, der Gattin von Johann von Luxemburg. Außerdem unterhielt er gute Beziehungen zu seinem Neffen Karl, der ihn zum stellvertretenden Landeshauptmann von Mähren bestellte. 1340 verkaufte er den Rotiberg bei Giebau dem Markgrafen Karl, der dort die Burg Twingenberg erbauen ließ. Im selben Jahr stiftete Jan Volek dem Olmützer Domkapitel ein Kanonikat und gründete mit Unterstützung Karls in Pustiměř bei Wischau ein Benediktinerinnenkloster.
Nachdem das Bistum Prag 1344 zum Erzbistum erhoben worden war, wurde Olmütz dessen Suffragan. Damit endete das seit dem 11. Jahrhundert bestehende Metropolitanverhältnis zu Mainz. Jan Volek musste aus seinem Sprengel kleine Gebiete an das neu gegründete Bistum Leitomischl abtreten. Der erste Prager Erzbischof Ernst von Pardubitz visitierte seine neue Kirchenprovinz. Die von ihm verfassten „Statuta Arnesti“ von 1349 hatten auch für das Olmützer Bistum Gültigkeit.
Jan Volek veranlasste den Bau eines gotischen Gewölbes im Kreuzgang des Olmützer Domes und ließ auch Arbeiten an der St.-Mauritius-Kirche in Kremsier durchführen. Während seiner Amtszeit wurde das Bistum Olmütz mit der Markgrafschaft Mähren und dem Herzogtum Troppau ein Lehen der Krone Böhmen.
Jan Volek war der letzte männliche Přemyslide. Er starb in Olmütz und wurde in der Klosterkirche von Pustiměř bestattet.